# Inga Cadranel
Inga Cadranel (* 30. April 1978 in Toronto, Ontario) ist eine kanadische Schauspielerin.

## Leben
Inga Cadranel wurde in Toronto geboren und wuchs auch dort auf. Ihre Eltern sind Jeff Braunstein und Maja Ardal. Sie tritt bereits seit dem Jahr 2000 regelmäßig in Filmen und Serien auf. Zu ihren Auftritten zählen Gastrollen in den Serien Relic Hunter – Die Schatzjägerin, Mission Erde – Sie sind unter uns, ReGenesis und Degrassi: The Next Generation. Für mehrere Episoden war sie in den Serien Leap Years und The Eleventh Hour zu sehen. Ihre erste größere Hauptrolle war die der Liz Santerra in der Serie Jeff Ltd., an der auch ihr Vater mitwirkte.
2008 hatte Cadranel Rollen in den Filmen The One That Got Away und Killshot inne. Es folgte eine Hauptrolle in Rent-a-Goalie sowie 2010 die Hauptrolle als Jill in der kanadischen Krimi-Serie The Bridge. Seit dem gleichen Jahr verkörperte sie in einer wiederkehrenden Rolle die Aife in Lost Girl. Des Weiteren absolvierte sie Auftritte in King, Copper – Justice is brutal, Cracked und The Listener – Hellhörig. 2013 und 2014 verkörperte Cadranel die Polizistin Angela DeAngelis in den ersten beiden Staffeln der preisgekrönten Serie Orphan Black in einer Nebenrolle. 2014 war sie außerdem in The Strain zu sehen.
Cadranel ist mit dem kanadischen Schauspieler Gabriel Hogan, dem Sohn von Michael Hogan, verheiratet. Das Paar hat einen gemeinsamen Sohn (* 2006).

## Filmografie (Auswahl)
- 2000: Die Liebesschule der Mrs. X (Sex & Mrs. X)
- 2000: Relic Hunter – Die Schatzjägerin (Relic Hunter, Fernsehserie, Folge 2x06)
- 2001: Leap Years (Fernsehserie, 8 Folgen)
- 2001: Mission Erde – Sie sind unter uns (Earth: Final Conflict, Fernsehserie, Folge 5x09)
- 2002–2005: The Eleventh Hour (Fernsehserie, 10 Folgen)
- 2003: Das Johannes-Evangelium (The Gospel of John)
- 2004: Train 48 (Fernsehserie, Folge 1x19)
- 2004: Degrassi: The Next Generation (Fernsehserie, 2 Folgen)
- 2004–2005: ReGenesis (Fernsehserie, 2 Folgen)
- 2005: Kojak (Fernsehserie, Folge 1x01)
- 2005–2007: Jeff Ltd. (Fernsehserie, 26 Folgen)
- 2006–2008: Rent-a-Goalie (Fernsehserie, 26 Folgen)
- 2008: M.V.P. (Fernsehserie, 3 Folgen)
- 2008: Killshot
- 2010: Republic of Doyle – Einsatz für zwei (Republic of Doyle, Fernsehserie, Folge 1x05)
- 2010: The Bridge (Fernsehserie, 11 Folgen)
- 2010–2013, 2016: Lost Girl (Fernsehserie, 8 Folgen)
- 2011: Tage der Unschuld (Silent Witness, Fernsehfilm)
- 2012: King (Fernsehserie, Folge 2x06)
- 2012: Copper – Justice is brutal (Copper, Fernsehserie, 2 Folgen)
- 2012: The Riverbank
- 2013: Cracked (Fernsehserie, Folge 1x10)
- 2013: The Listener – Hellhörig (The Listener, Fernsehserie, Folge 4x07)
- 2013–2014, 2016: Orphan Black (Fernsehserie, 15 Folgen)
- 2014: The Strain (Fernsehserie, 4 Folgen)
- 2015: Backstrom (Fernsehserie, 3 Folgen)
- 2016: Dark Matter (Fernsehserie, 4 Folgen)
- 2017: Bones – Die Knochenjägerin (Bones, Fernsehserie, Folge 12x06)
- 2018: The Queen of Sin (Fernsehfilm)
- 2019: Polar
- 2021–2023: Workin’ Moms (Fernsehserie)